# Ganis Chasma
Ganis Chasma, parfois orthographié Ganiki Chasma de manière erronée, est un faisceau de rifts (chasma) situé sur Vénus par 18° N et 189° E et formant la « queue de scorpion » d'Aphrodite Terra matérialisée par Atla Regio, entre Ganiki Planitia au nord et Rusalka Planitia au sud. Il prend naissance au niveau d'Ozza Mons et irradie vers le nord puis le nord-ouest en formant un arc de cercle qui contourne Sapas Mons.
Ganis Chasma se trouve à la jonction entre deux régions volcaniques de Vénus. Au nord, les basses terres d'Atalanta Planitia résultent de mouvements de convection mantellique tandis que les volcans du sud d'Atla Regio résultent de remontées magmatiques,. Des chaînes de cratères d'affaissement à travers toute la région y affectent les diverses formations géologiques.
En 2015, la sonde Venus Express a observé quatre points chauds dans Ganis Chasma qui laissent penser que la région pourrait encore connaître une activité volcanique.